# Antonio Ghislanzoni

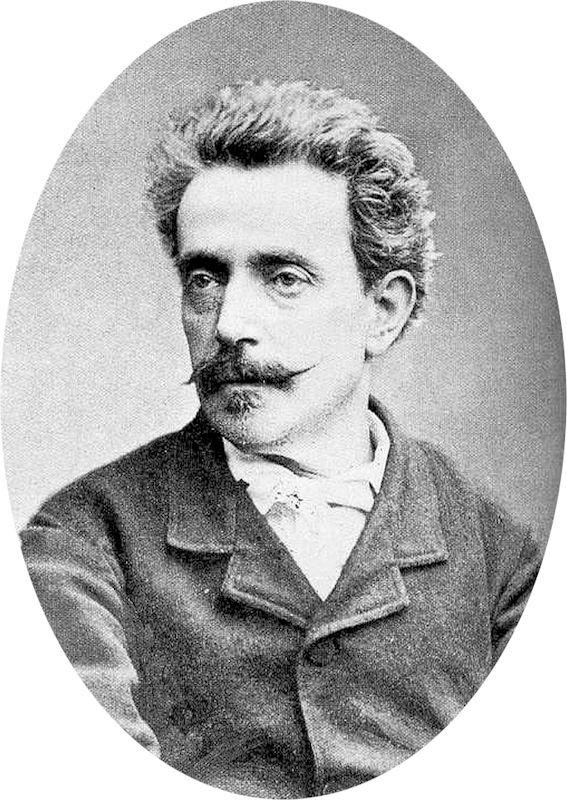
Antonio Ghislanzoni

Antonio Ghislanzoni (* 25. November 1824 in Barco di Maggianico (Lecco); † 16. Juli 1893 in Caprino Bergamasco, Provinz Bergamo, Italien) war ein italienischer Schriftsteller und Librettist.
Ghislanzoni studierte Medizin, gab aber sein Studium auf, um Bühnensänger zu werden. Er redigierte 1848 in Mailand mehrere radikale Zeitungen und musste infolgedessen nach der Rückkehr der Österreicher fliehen, wobei er den die Stadt Rom belagernden Franzosen in die Hände  fiel und nach Korsika gebracht wurde. Nach seiner Freilassung begab er sich nach Paris, um 1851 am Théâtre des Italiens seine Bühnentätigkeit wieder aufzunehmen.
Da er jedoch nach drei Jahren seine Stimme verlor, kehrte er nach Italien zurück, wo er seitdem als Schriftsteller lebte. Er war 1857 Mitbegründer der humoristischen Zeitschrift L'uomo di pietra, redigierte auch lange Zeit die Rivista minima, die er fast allein schrieb, und gab später in Lecco das Giornale capriccio heraus.
Ghislanzoni schrieb unter anderem die Libretti für die Opern Aida und La forza del destino (Neufassung) von Verdi.

## Werke
- Gli artisti da teatro, Roman (1865)
- Giovanni di Napoli, lyrisches Drama (1869)
- Scritti piacevoli (1869–72)
- Capricci letterari (1870)
- Le donne brutte, komischer Roman (1870)
- Gli artisti alla fiera (1872)
- I Lituani, Libretto (1874) nach Adam Mickiewicz: Konrad Wallenrod (1828)
- Libro proibito (1879)
- Libro allegro
- Libro serio (1879)
- La moda nell’arte, Lustspiel (1881)
- Melodie per canto (1881)
- Libro bizzarro (1882)
- Nuovi racconti da ridere (1882)
- Abrakadabra (1884)